# Megapodius tenimberensis
Il megapodio delle Tanimbar o maleo di Tanimbar (Megapodius tenimberensis P.L.Sclater, 1883) è un uccello galliforme della famiglia Megapodiidae.

## Descrizione
Questo megapodio misura 35–47 cm.

## Distribuzione e habitat
L'areale di Megapodius tenimberensis è endemico alle isole Tanimbar (Indonesia).

## Conservazione
La IUCN Red List classifica Megapodius tenimberensis come specie prossima alla minaccia di estinzione (Near Threatened).